# リオ・クアルト
リオ・クアルト(スペイン語: Río Cuarto)は、アルゼンチン・コルドバ州南部にある都市である。リオ・クアルト・デパルタメントの政庁所在地であり、2012年の国勢調査による人口は159,706人。コルドバ州における商業と農業の拠点である。1786年11月11日、ラファエル・デ・ソブレモンテによってビジャ・デ・ラ・コンセプシオン・デル・リオ・クアルトとして建設された。

## 地理
クアルト川はコルドバ州南部を流れる河川であり、市はクアルト川流域の湿潤パンパ中央部に位置している。この地理条件が、周辺の農業地域にとっての交通拠点となるリオ・クアルトの発展につながり、20世紀中に多くの屠畜場や食品加工工場が立地した。市のUN/LOCODEはARRCUである。

## 文化
エストゥディアンテス・デ・リオ・クアルトとSBアテナスというサッカークラブが市内に本拠地を置いている。2006年には国際生物学オリンピックの開催地となった。近隣には、リオ・クアルト・クラテルスという地質学的に稀な衝突クレーターの研究グループがある。

## 教育
1971年5月1日、市内に国立リオ・クアルト大学が設立された。会議、学会、セミナー、大学院課程などで、国内および海外の提携先から様々な専門家や知識人を招いている。長年にわたって教員や研究者のための研究室や講義を持ち、教育、文化、科学、研究の分野でコルドバ州南部の広大な地域の中心地の役割を担っている。42の課程の実施を通じて、4段階の学位（学士、修士、博士、プロフェッショナル）を与えており、科学技術訓練、職業訓練、科学的研究と文化的発展に貢献している。

## 気候
湿潤パンパ地域に典型的な、穏やかで四季がある気候である。夏は頻繁に雷雨があり暖かいが、暑さはしばしば南風の時期によって短縮される。平均最高気温は29度で過ごしやすいが、38度まで達することもある。秋は3月にゆっくりと訪れ、冬は初霜とともに5月に訪れる。非常に乾燥した冬の間、気温は風のパターンによって大きく異なる。コルドバ山脈から吹き下ろされる北西風は真冬でさえも25度の気温（夜は肌寒いが）をもたらすことがあり、一方で、南風は日中の最高気温約6度という寒さをもたらす。気温はしばしば-5度まで落ちこみ、降雪は珍しいことではない。2007年には、15cm以上の降雪が町を覆い、気温は-11度に急落し、最高気温は0度にしかならなかったが、これは極端な例である。春には暴力的な雷雨や幅の大きな気温変化があり、霜が降りたり涼しい期間を過ぎると熱波に見舞われる。何年かに1度は冬期に恒例の雨不足が春まで続き、地域の農業にとって脅威となる。しかし、年平均降水量846mmのリオ・クアルトの気候は概して農作物生産に好都合である。
| リオ・クアルトの気候                  | リオ・クアルトの気候 | リオ・クアルトの気候 | リオ・クアルトの気候 | リオ・クアルトの気候 | リオ・クアルトの気候 | リオ・クアルトの気候 | リオ・クアルトの気候 | リオ・クアルトの気候 | リオ・クアルトの気候 | リオ・クアルトの気候 | リオ・クアルトの気候 | リオ・クアルトの気候 | リオ・クアルトの気候 |
| 月                                    | 1月                  | 2月                  | 3月                  | 4月                  | 5月                  | 6月                  | 7月                  | 8月                  | 9月                  | 10月                 | 11月                 | 12月                 | 年                   |
| ------------------------------------- | -------------------- | -------------------- | -------------------- | -------------------- | -------------------- | -------------------- | -------------------- | -------------------- | -------------------- | -------------------- | -------------------- | -------------------- | -------------------- |
| 平均最高気温 °C （°F）                | 29.4 (84.9)          | 28.6 (83.5)          | 26.0 (78.8)          | 22.8 (73)            | 19.4 (66.9)          | 15.6 (60.1)          | 15.3 (59.5)          | 18.3 (64.9)          | 19.9 (67.8)          | 24.0 (75.2)          | 26.6 (79.9)          | 28.4 (83.1)          | 22.9 (73.2)          |
| 日平均気温 °C （°F）                  | 23.2 (73.8)          | 22.4 (72.3)          | 19.8 (67.6)          | 16.4 (61.5)          | 12.8 (55)            | 9.5 (49.1)           | 8.9 (48)             | 11.2 (52.2)          | 13.2 (55.8)          | 17.5 (63.5)          | 20.1 (68.2)          | 22.4 (72.3)          | 16.5 (61.7)          |
| 平均最低気温 °C （°F）                | 17.8 (64)            | 17.1 (62.8)          | 14.9 (58.8)          | 11.8 (53.2)          | 8.0 (46.4)           | 4.7 (40.5)           | 4.2 (39.6)           | 5.9 (42.6)           | 7.7 (45.9)           | 11.6 (52.9)          | 14.4 (57.9)          | 16.8 (62.2)          | 11.2 (52.2)          |
| 降水量 mm （inch）                    | 140 (5.51)           | 88 (3.46)            | 119 (4.69)           | 51 (2.01)            | 24 (0.94)            | 9 (0.35)             | 19 (0.75)            | 13 (0.51)            | 48 (1.89)            | 71 (2.8)             | 132 (5.2)            | 132 (5.2)            | 846 (33.31)          |
| 平均降水日数                          | 10                   | 8                    | 10                   | 6                    | 4                    | 2                    | 4                    | 3                    | 5                    | 7                    | 9                    | 11                   | 79                   |
| % 湿度                                | 68                   | 69                   | 75                   | 75                   | 71                   | 71                   | 71                   | 64                   | 62                   | 62                   | 64                   | 66                   | 68.2                 |
| 出典：Servicio Meteorologico Nacional |                      |                      |                      |                      |                      |                      |                      |                      |                      |                      |                      |                      |                      |